# Gustavo Carneiro Silva
Gustavo Carneiro Silva (* 2. Dezember 1972 in Uberlândia) ist ein brasilianischer Rollstuhltennisspieler.

## Karriere
Gustavo Carneiro begann im Alter von neun Jahren mit dem Tennis, 1986 besuchte er ein einwöchiges Trainingslager von Carlos Kirmayr und hätte weiter bei ihm trainieren können; allerdings war das aufgrund logistischer Schwierigkeiten nicht zu realisieren, woraufhin er seine Tenniskarriere nicht weiter verfolgte. Mit 16 Jahren wechselte er zum Peteca und wurde brasilianischer Vizemeister. Außerdem war er begeisterter Langstreckenläufer und fuhr auch Mountainbike. Mit 30 Jahren begann er mit Squash und wurde 2009 brasilianischer Meister in dieser Disziplin. 2013 wurde bei ihm ein Liposarkom im linken Bein diagnostiziert; das führte dazu, dass sein Unterschenkel 2017 oberhalb des Knies amputiert werden musste. Am Tag vor der Operation organisierte er einen Lauf mit 200 Freunden.
2018 spielte Gustavo Carneiro Silva seine ersten Rollstuhltennisturniere; er konnte sowohl im Einzel als auch im Doppel mehrere Turniere niedrigerer Kategorie gewinnen, sein bevorzugter Belag ist Sand.
Seit 2019 trat er mehrfach beim World Team Cup für Brasilien an.
Bei den Parapanamerikanischen Spielen gewann er 2023 an der Seite von Daniel Rodrigues die Silbermedaille.
Gustavo Carneiro Silva nahm zweimal an Paralympischen Spielen teil. 2021 in Tokio verlor er in der ersten Runde gegen den Südafrikaner Leon Els, im Doppel konnte er zusammen mit Daniel Rodrigues sein Auftaktmatch gewinnen und in das Achtelfinale einziehen. Dort verloren die beiden gegen das belgische Doppel Joachim Gérard und Jef Vandorpe. Bei den Spielen 2024 in Paris erreichten die Brasilianer das Viertelfinale, dort unterlagen sie den Franzosen Frédéric Cattaneo und Stéphane Houdet klar in zwei Sätzen. Im Einzel scheiterte Carneiro Silva erneut in der ersten Runde – diesmal am Sieger der Para-Afrikaspiele von 2023, Alwande Sikhosana.

## Neben dem Sport
Gustavo Carneiro Silva ist studierter Betriebswirt mit Schwerpunkt Marketing, er hat bereits für Konzerne wie Gillette, Revlon, Henkel und Samsung gearbeitet. Er tritt als Redner und Motivationscoach auf.
Carneiro Silva ist Vater von zwei Töchtern.